# Svjetsko prvenstvo u alpskom skijanju 2013.
Svjetsko prvenstvo u alpskom skijanju 2013. održalo se u Schladmingu, Štajerska, Austrija od 4. – 17. veljače 2013. Schladming je prije bio domaćin svjetskom prvenstvu 1982. i još dva puta se natjecao za organiziranje svjetskog prvenstva no bez uspjeha.
FIS dodjeljuje igre 2013. Schladmingu 29. svibnja 2005. u Cape Townu, Južna Afrika. Drugi finalisti bili su Beaver Creek, Cortina d'Ampezzo, i St. Moritz. Beaver Creek ugostio je Svjetsko prvenstvo u skijanju 2015. a St. Moritz Svjetsko prvenstvo u alpskom skijanju 2017. godine.

## Medalje

### Skijašice
| Disciplina       | Zlato                     | Srebro                       | Bronca                    |
| Super-G          | Tina Maze 1:35,39         | Lara Gut 1:35,77             | Julia Mancuso 1:35,91     |
| Superkombinacija | Maria Höfl-Riesch 2:39,92 | Tina Maze 2:40,38            | Nicole Hosp 2:40,92       |
| Spust            | Marion Rolland 1:50,00    | Nadia Fanchini 1:50,16       | Maria Höfl-Riesch 1:50,70 |
| Veleslalom       | Tessa Worley 2:08,06      | Tina Maze 2:09,18            | Anna Fenninger 2:09,24    |
| Slalom           | Mikaela Shiffrin 1:39,85  | Michaela Kirchgasser 1:40,07 | Frida Hansdotter 1:40,11  |

### Skijaši
| Disciplina       | Zlato                      | Srebro                        | Bronca                     |
| Super-G          | Ted Ligety 1:23,96         | Gauthier de Tessières 1:24,16 | Aksel Lund Svindal 1:24,18 |
| Superkombinacija | Ted Ligety 2:56,96         | Ivica Kostelić 2:58,11        | Romed Baumann 2:58,13      |
| Spust            | Aksel Lund Svindal 2:01,32 | Dominik Paris 2:01,78         | David Poisson 2:02,29      |
| Veleslalom       | Ted Ligety 2:28,92         | Marcel Hirscher 2:29,73       | Manfred Mölgg 2:30,67      |
| Slalom           | Marcel Hirscher 1:51,03    | Felix Neureuther 1:51,45      | Mario Matt 1:51,68         |

### Ekipno
| Disciplina            | Zlato | Srebro                                                                                                   | Bronca                                                                                           |
| Nacionalno natjecanje | Austrija Nicole Hosp Michaela Kirchgasser Carmen Thalmann Marcel Hirscher Marcel Mathis Philipp Schörghofer | Švedska Nathalie Eklund Frida Hansdotter Maria Pietilä Holmner Jens Byggmark Mattias Hargin André Myhrer | Njemačka Lena Dürr Maria Höfl-Riesch Veronique Hronek Fritz Dopfer Stefan Luitz Felix Neureuther |

### Tablica medalja po državama
| Plasman | Država    | Gold | Silver | Bronze | Ukupno |
| 1       | SAD       | 4    | -      | 1      | 5      |
| 2       | Austrija  | 2    | 2      | 4      | 8      |
| 3       | Francuska | 2    | 1      | 1      | 4      |
| 4       | Slovenija | 1    | 2      | -      | 3      |
| 5       | Njemačka  | 1    | 1      | 2      | 4      |
| 6       | Norveška  | 1    | -      | 1      | 2      |
| 7       | Italija   | -    | 2      | 1      | 3      |
| 8       | Švedska   | -    | 1      | 1      | 2      |
| 9       | Hrvatska  | -    | 1      | -      | 1      |
| 9       | Švicarska | -    | 1      | -      | 1      |

## Natjecatelji
Nastupa 609 natjecatelja iz 70 zemalja koji se natječu za 33 medalje.
- Albanija (1)
- Američki Djevičanski Otoci (1)
- Andora (6)
- Argentina (10)
- Armenija (5)
- Australija (10)
- Austrija (37)
- Azerbajdžan (2)
- Bjelorusija (4)
- Belgija (12)
- Bosna i Hercegovina (8)
- Brazil (2)
- Bugarska (6)
- Cipar (4)
- Crna Gora (5)
- Češka (12)
- Čile (13)
- Danska (10)
- Estonija (1)
- Finska (9)
- Francuska (34)
- Gruzija (5)
- Grčka (8)
- Haiti (2)
- Hrvatska (18)
- Island (10)
- Indija (4)
- Iran (12)
- Irska (3)
- Izrael (4)
- Italija (24)
- Jamajka (1)
- Japan (7)
- Južna Koreja (1)
- Kanada (20)
- Kazahstan (5)
- NR Kina (6)
- Kirgistan (7)
- Latvija (13)
- Libanon (9)
- Lihtenštajn (8)
- Litva (4)
- Luksemburg (3)
- Mađarska (18)
- Sjeverna Makedonija (5)
- Malta (1)
- Meksiko (1)
- Moldavija (2)
- Monako (2)
- Nizozemska (7)
- Njemačka (20)
- Novi Zeland (9)
- Norveška (10)
- Peru (2)
- Poljska (8)
- Portugal (2)
- Portoriko (1)
- Rumunjska (1)
- Rusija (17)
- SAD (20)
- San Marino (4)
- Srbija (8)
- Slovačka (11)
- Slovenija (22)
- Španjolska (7)
- Švedska (15)
- Švicarska (30)
- Ujedinjeno Kraljevstvo (2)
- Ukrajina (7)
- Uzbekistan (11)

## Povrede
5. veljače 2013., američka skijašica Lindsey Vonn doživjela je težak pad tijekom utrke superveleslaloma i prebačena je helikopterom u obližnju bolnicu. Liječnici su utvrdili povrede ligamenata desne noge i prijelom goljenične kosti.

## Vanjske poveznice
- Službena stranica